# Afonso Gonçalves de Antona Baldaya
Afonso Gonçalves  de Antona  Baldaya (mort en 1481), est un noble portugais, un des premiers colons de Terceira, dans l'archipel des Açores. 

## Biographie
Il fait partie d'une illustre famille originaire de Porto dont sont issus Fernão Alvares Baldaya, que le roi Alphonse V envoya en 1476 comme ambassadeur à la Cour de France, Luís Fernandes Baldaya, qui fut armé chevalier lors de la bataille d'Arzila ou encore Fernão Baldaya, envoyé en Inde et qui perdit la vie dans un combat face à la Castille.
Il reçoit en donation de nombreuses terres sur l'île de Terceira, mais réside d'abord à Angra do Heroísmo puis à Vila da Praia, avant de céder ses propriétés aux moines franciscains, ce qui lui vaut le surnom de Vieux de S. François.
Avant sa mort, il fait don de ses possessions aux moines franciscains implantés sur place. 

## Anecdotes
Certains historiens supposent que ce Afonso Baldaya est le même Afonso Gonçalves Baldaya qui, le 7 mars 1432, fut nommé almoxarife à Porto. Le même qui en 1434 entreprit un voyage maritime avec Gil Eanes, dépassant le cap Bojador, et découvrant une baie à laquelle fut donné le nom de Angra de Ruivos. Le même encore qui, plus tard, entreprit un autre voyage d'exploration, et revint au pays en 1436. Le même enfin, qui eut en 1439 la confirmation de son poste d'almoxarife, charge qu'il exerça, semble-t-il, jusqu'au 13 octobre 1442, date à laquelle il fut présent à une session de l'assemblée municipale de Porto.
Il est facile d'admettre que ces deux Baldayas, soient une seule et même personne, surtout que Terceira fut découverte par ordre de l'infant Henri le Navigateur, dont Baldaya était un des serviteurs. Par ailleurs, la date de cette découverte coïncide avec celle où il abandonne la charge d'almoxarife, pour probablement en 1451 s'occuper de ses donations.

## Famille
Il eut quatre enfants de son premier mariage avec D. Antónia Gonçalves :
- Pedro Afonso Baldaia, époux de Maria Afonso ;
- Antónia Gonçalves de Antona, époux de João Gonçalves Picardo ;
- Isabel Gonçalves de Antona, époux de Pedro Alvares de São Francisco ;
- Inês Gonçalves de Antona, époux de Antão Gonçalves de Ávila.

Puis encore huit de son second mariage avec Inês Rodrigues Fagundes :
- Diogo Lourenço Fagundes, époux de Catarina Gonçalves ;
- João Lourenço Fagundes ;
- Germão Lourenço Fagundes, époux de Apolónia Gaspar de Azevedo ;
- Beatriz Rodrigues Fagundes, époux de João Alvares de Carvalho ;
- Catarina Lourenço Fagundes, époux de João alvares Neto ;
- Cacelia Alvares Fagundes, époux de Tomé Gil Fagundes ;
- Inês Gonçalves Fagundes, époux de Afonso Alves ;
- Oana Lourenço Fagundes, époux de Braz Afonso.